# Његоћин
Његоћин (пољ. Niegocin) је седмо језеро по величини у Пољској. Налази се у Области Великих језера у Варминско-Мазуријском војводству. Површина језера је 2604 ha а максимална дубина 39,7 m.
На северу се спаја (преко језера Даргин) са језером Мамри; на југу преко система канала са језером Талти и језером Сњардви. Дно језера је песковито и муљевито. Обала је слабо развијена, местимично зарасла трском. На језеру Његоћин се од већих насеа налазе: Гижицко, Вилкаси, Стжелце, Ридзево и Клешчево. У источном делу језера налази се острво Грајевска. У јужном делу два залива. На северу су канали Његоћински канал и Гижицки канал. Дужина мерена са севера на југ износи 7,2 km, док је максимална ширина 4,8 km. Језеро се налази на надморској висини од 116 метара. Кроз језеро пролази најпопуларнија веслачка траса Великих Мазуријских језера.
- Географска ширина 53°6' N
- Географска дужина 21°4' E